# Telstar
Telestar foi um projeto comum da NASA e da empresa estadunidense de telecomunicação AT&T, responsável pelo primeiro satélite de telecomunicação civil. Os satélites Telstar foram os primeiros satélites que permitiam ligações eventuais entre as estações munidas de grandes antenas de acompanhamento.

## Telstar 1
Lançado em 10 de julho de 1962 da Estação da Força Aérea de Cabo Canaveral, foi o satélite que possibilitou a primeira transmissão de televisão ao vivo entre Europa e os Estados Unidos.
A primeira transmissão de sinal televisivo ocorreu no dia 23 de julho. O satélite possuía uma órbita elíptica, com o ponto mais afastado a 5 653 km, e o mais perto a 954 km, numa velocidade 25 mil km/h.
Sua atividade durou 7 meses; era alimentado por baterias solares que geravam a eletricidade para acionar os seus dispositivos internos. Antenas de recepção e transmissão permitiam que estações terrestres acompanhassem sua trajetória espacial.
Seu transmissor com a potência ínfima de 2¼ watts tinha sinais tão fracos que as estações que o acompanhavam os recebiam e ampliavam 10 bilhões de vezes, através de antenas parabólicas com 30 m de diâmetro.
Para que a primeira transmissão de televisão via satélite ocorresse entre os dois continentes os sinais eram gerados em Nova York por uma emissora local, depois repassados a uma estação em Andover (mais ao norte) e dali, por meio do Telstar I, até a estação de Goonhilly, no Reino Unido, e dali para Londres, que as retransmitia por via terrestre.
Essas transmissões não eram contínuas, pois o giro orbital rapidamente colocava o satélite fora do alcance das estações. Entretanto, o Telstar era usado para a telefonia como também para a coleta de dados sobre o ambiente sideral que, ao fim de pouco mais de seis meses, danificaram seus equipamentos.
Apesar de não funcionar mais, ele ainda se encontra na órbita da Terra. Na época, o lançamento do satélite foi cobertura da mídia impressa brasileira sob diversos aspectos, como uma integração do Brasil com o projeto, sob o aspecto da telefonia e uma crise gerada no meio da televisão.

## Satélites sucessores
Os sucessores do Telstar 1 foram o Telstar 2, lançado em 13 de maio de 1963, e o Syncom (também lançado no mesmo ano), bastante aperfeiçoados em relação ao pioneiro, já como parte de uma rede de satélites que viria a tornar a telecomunicação mais fácil.
Nos anos 80, o nome Telstar foi reativado pela empresa AT&T para denominar uma série de satélites geoestacionários.

## Satélites
| Nome                                                           | Data do lançamento      | Veículo de lançamento | Local do lançamento                      | Posição orbital    | Plataforma    | Massa     |
| -------------------------------------------------------------- | ----------------------- | --------------------- | ---------------------------------------- | ------------------ | ------------- | --------- |
| Telstar 1                                                      | 10 de julho de 1962     | Delta-DM19            | Cabo Canaveral                           | 945×5 643 km ×45   |               | 77 kg     |
| Telstar 2                                                      | 7 de maio de 1963       | Delta B               | Cabo Canaveral                           | 972×10 802 km ×43° |               | 79 kg     |
| Telstar 301                                                    | 28 de julho de 1983     | Delta-3920 PAM-D      | Cabo Canaveral                           | 76° W              | HS-376        | 625 kg    |
| Telstar 302                                                    | 30 de agosto de 1984    | Discovery             | Cabo Canaveral                           | 125° W             | HS-376        | 625 kg    |
| Telstar 303                                                    | 17 de junho de 1985     | Discovery             | Cabo Canaveral                           | 76° W              | HS-376        | 630 kg    |
| Telstar 401                                                    | 16 de dezembro de 1993  | Atlas IIAS            | Cabo Canaveral                           | 97° W              | AS-7000       | 3 375 kg  |
| Telstar 402                                                    | 9 de setembro de 1994   | Ariane 42L            | Kourou                                   |                    | AS-7000       | 3 485 kg  |
| Telstar 4 (Telstar 402R, Telstar 403)                          | 24 de setembro de 1995  | Ariane 42L            | Kourou                                   | 89° W              | AS-7000       | 3 410 kg  |
| Telstar 5 (Intelsat Americas 5, IA-5 Galaxy 25)                | 24 de maio de 1997      | Proton-K/Block-DM4    | Baikonur                                 | 97° W              | SSL-1300      | 3 600 kg  |
| Telstar 6 (Intelsat Americas 6, IA-6 Galaxy 26)                | 15 de fevereiro de 1999 | Proton-K/Block-DM3    | Baikonur                                 | 93° W              | SSL-1300      | 3 763 kg  |
| Telstar 7 (Intelsat Americas 7, IA-7 Galaxy 27)                | 25 de setembro de 1999  | Ariane 44LP           | Kourou                                   | 127° W             | SSL-1300      | 3 790 kg  |
| Telstar 8 (Intelsat Americas 8, IA-8 Galaxy 28)                | 23 de junho de 2005     | Zenit-3SL             | Odyssey                                  | 89° W              | SSL-1300S     | 5 493 kg  |
| Telstar 9                                                      | (não foi lançado)       |                       |                                          |                    | SSL-1300S     | 5 493 kg  |
| Telstar 10 (Apstar 2R)                                         | 16 de outubro de 1997   | Longa Marcha 3B       | Xichang                                  | 76,5° E            | SSL-1300      | 3 700 kg  |
| Telstar 11 (Orion 1)                                           | 29 de novembro de 1994  | Atlas IIA             | Cabo Canaveral                           | 37,5° W            | Eurostar-2000 | 2 361 kg  |
| Telstar 11N                                                    | 26 de fevereiro de 2009 | Zenit-3SLB            | Baikonur                                 | 37,5° W            | SSL-1300      | 4 012 kg  |
| Telstar 12 (Orion 2)                                           | 19 de outubro de 1999   | Ariane 44LP           | Kourou                                   | 15° W              | SSL-1300      | 3 814 kg  |
| Telstar 12V (Telstar 12 Vantage)                               | 24 de novembro de 2015  | H-IIA-204             | Centro Espacial de Tanegashima           | 15° W              | Eurostar-3000 | 5 000 kg  |
| Telstar 13 (EchoStar 9, Intelsat Americas 13, IA-13 Galaxy 23) | 8 de agosto de 2003     | Zenit-3SL             | Plataforma da Sea Launch                 | 121° W             | SSL-1300      | 4 737 kg  |
| Telstar 14 (Estrela do Sul 1)                                  | 11 de janeiro de 2004   | Zenit-3SL             | Plataforma da Sea Launch                 | 63° W              | SSL-1300      | 4 694 kg  |
| Telstar 14R (Estrela do Sul 2)                                 | 20 de maio de 2011      | Proton-M/Briz-M       | Baikonur                                 | 63° W              | SSL-1300      | 5 000 kg  |
| Telstar 18 (Apstar 5)                                          | 29 de janeiro de 2004   | Zenit-3SL             | Plataforma da Sea Launch                 | 138° E             | SSL-1300      | 4 640 kg  |
| Telstar 18V (Telstar 18 Vantage)                               | 10 de setembro de 2018  | Falcon 9 v1.2         | Estação da Força Aérea de Cabo Canaveral | 138° E             | SSL-1300      | 48 000 kg |
| Telstar 19V (Telstar 19 Vantage)                               | 22 de julho de 2018     | Falcon 9 v1.2         | Estação da Força Aérea de Cabo Canaveral | 63° W              | SSL-1300      | 47 000 kg |